# Notte di dicembre
Notte di dicembre (Nuit de décembre) è un film del 1941 diretto da Curtis Bernhardt con il nome Kurt Bernhardt.
Il film, di produzione francese, si basa su un romanzo di Bernhard Kellermann.